# 东阳平郡
东阳平郡，南北朝时期北魏设置的行政区。
东阳平郡隶兖州。东阳平郡在故东平地，宋文帝刘义隆置东阳平郡，侨置河北的阳平郡，不久罢除。宋孝武帝刘骏恢复，北魏夺得后，沿置东阳平郡。治所在平陆城（今山东省汶上县西南南旺镇）。领五县：元城、乐平、顿丘、馆陶、平原。有6146户，18094口。在北齐的时候，省并入东平郡。